# Torteval
Torteval (em guernésiais Tortévas) é a menor das dez paróquias existentes na ilha de Guernsey. 
Seu nome vem da palavra Guernésiais para "vale torto". 
No centro da paróquia foi construida uma igreja em 1818 detentora de um dos sinos mais antigos das Ilhas do Canal.  